# Bwin
bwin Interactive Entertainment AG, anteriorment Betandwin.com (fins a 2006), és una empresa amb seu a Àustria de jocs en línia. El grup opera sota les llicències internacionals i regionals en països com Gibraltar, la reserva indígena de Kahnawake (Canadà), Belize i Alemanya, Itàlia, Mèxic, Croàcia, Àustria i el Regne Unit. El Grup ofereix apostes esportives, pòquer, jocs de casino i jocs de soft amb la majoria dels ingressos procedents de pòquer i apostes esportives. Els centres de qualificació es troben a Viena, Àustria, Estocolm, Suècia i Gibraltar.
L'empresa matriu, bwin Interactive Entertainment AG, cotitza a la Borsa de Viena des de març de 2000. La companyia ofereix serveis per a les seves filials, com màrqueting, finances i administració, comunicació corporativa, control i serveis de TI. Totes les activitats operatives són gestionades per les filials de la llicència.